# Liang (kamp)
Het kampement Liang, ook wel bekend als Java III 4D, was een militair kampement op het eiland Ambon. Dit kampement was tijdens de Japanse bezetting van Nederlands-Indië in de periode van 3 mei 1943 tot 14 augustus 1944 een krijgsgevangenenkamp. 
Liang lag op de uiterst noordoostelijke punt op het eiland Ambon. Het kamp lag ongeveer halverwege aan de weg van Liang naar Waai. Het kamp bestond uit zelfgemaakte barakken van bamboe en atap. Het kamp was omheind met prikkeldraad.

## Werkzaamheden
Op geheel Ambon is gedurende de oorlog sprake geweest van werkzaamheden die uitsluitend zagen op de uitbreiding van het vliegveld Liang. Met de aanleg van dit vliegveld was in 1941 al begonnen door de Nederlanders. 

## Omstandigheden
De krijgsgevangen hadden te kampen met zware bombardementen door geallieerde bommenwerpers en veel sterfgevallen als gevolg van het ontbreken van zorg c.q. opvang van de krijgsgevangenen. 